# Молчанов Борис Якович
Молчанов Борис Якович (08 травня 1949) — український політик III скликання від фракції Комуністичної партії України. Заступник Міністра праці та соціальної політики України (03.-11.2007).

## Життєпис
Народився 08.05.1949 (смт. Кірове, Дніпропетровська область).
Здобув освіту у Дніпропетровському хіміко-технологічний інститут (1982), за спеціальністю «Автоматизація і комплексна механізація хіміко-технологічних процесів».
З 1970 по 1983 працював - електрослюсарем, та майстром Дніпропетровського шинного заводу.
З 1983 по 1991 - інструктор парткому, голова партійної комісії при парткомі ВО «Дніпрошина»; голова контрольно-ревізійної комісії Бабушкінського райкому КПУ міста Дніпропетровська.
З 1991 по 1998 - слюсар-інструментальник ВО «Дніпрошина».

## Політична діяльність
Народний депутат України 3-го склик. 03.1998-04.2002 від КПУ, № 9 в списку. На час виборів: слюсар-інструментальник ВАТ "Дніпрошина" (місто Дніпропетровськ), член КПУ. Член Ком-ту в справах пенсіонерів, ветеранів та інвалідів (з 07.1998), член фракції КПУ (з 05.1998).